# Singa hamata
Singa hamata là một loài nhện trong họ Araneidae.
Loài này thuộc chi Singa. Loài này được Carl Alexander Clerck miêu tả năm 1757.